# Trimalaconothrus crispus
Trimalaconothrus crispus är en kvalsterart som beskrevs av Hammer 1962. Trimalaconothrus crispus ingår i släktet Trimalaconothrus och familjen Malaconothridae. Inga underarter finns listade i Catalogue of Life.